# 2006-os észt labdarúgó-bajnokság (első osztály)
A 2006-os észt labdarúgó-bajnokság az észt labdarúgó-bajnokság legmagasabb osztályának 16. bajnoki éve volt. A pontvadászat 10 csapat részvételével zajlott. 
A bajnokságot a Levadia Tallinn nyerte az ezüstérmes Narva Trans, és a bronzérmes Flora Tallinn előtt.

## A bajnokság végeredménye
M = Mérkőzés; Gy = Győzelem; D = Döntetlen; V = Vereség; RG = Rúgott gól; KG = Kapott gól; GK = Gólkülönbség; P = Pontok
B = Bajnok
|  | UEFA-bajnokok ligája |
|  | UEFA-kupa            |
|  | UEFA Intertotó-kupa  |
|  | Osztályozó           |
|  | Kiesett              |

## Osztályozó
| 2006. november 8. |

| Kalev Tallinn | 0–0 | Viljandi Tulevik |
| ------------- | --- | ---------------- |
|               |     |                  |

|  |

| 2006. november 12. |

| Viljandi Tulevik** | 1–1   | Kalev Tallinn* |
| ------------------ | ----- | -------------- |
| Kirillov 32'       | (1–1) | Laasberg 5'    |

|  |

* Mindkét mérkőzés eredményét törölték 3–0-val a Kalev Tallinn kapta azt meg, mert a Viljandi Tulevik egyik játékosa jogosulatlanul szerepelt.
** A Viljandi Tulevik bent maradt az első osztályban, mivel a Tammeka Tartu és a Merkuur Tartu egyesült így megmaradt egy hely.

## Góllövőlista élmezőnye
| Hely | Játékos              | Csapat          | Gólok |
| ---- | -------------------- | --------------- | ----- |
| 1    | Maksim Gruznov       | JK Narva Trans  | 31    |
| 2    | Dmitry Lipartov      | JK Narva Trans  | 27    |
| 3    | Vjatšeslav Zahovaiko | Flora Tallinn   | 25    |
| 4    | Indrek Zelinski      | Levadia Tallinn | 21    |
| 5    | Aleksandr Dubõkin    | JK Narva Trans  | 19    |
| 6    | Vitali Gussev        | JK Maag Tartu   | 18    |
| –    | Vladislav Gussev     | TVMK Tallinn    | 18    |
| –    | Konstantin Vassiljev | Levadia Tallinn | 18    |
| 9    | Nikita Andreev       | Levadia Tallinn | 17    |
| –    | Viktors Dobrecovs    | TVMK Tallinn    | 17    |